# Социалистическая партия Великобритании

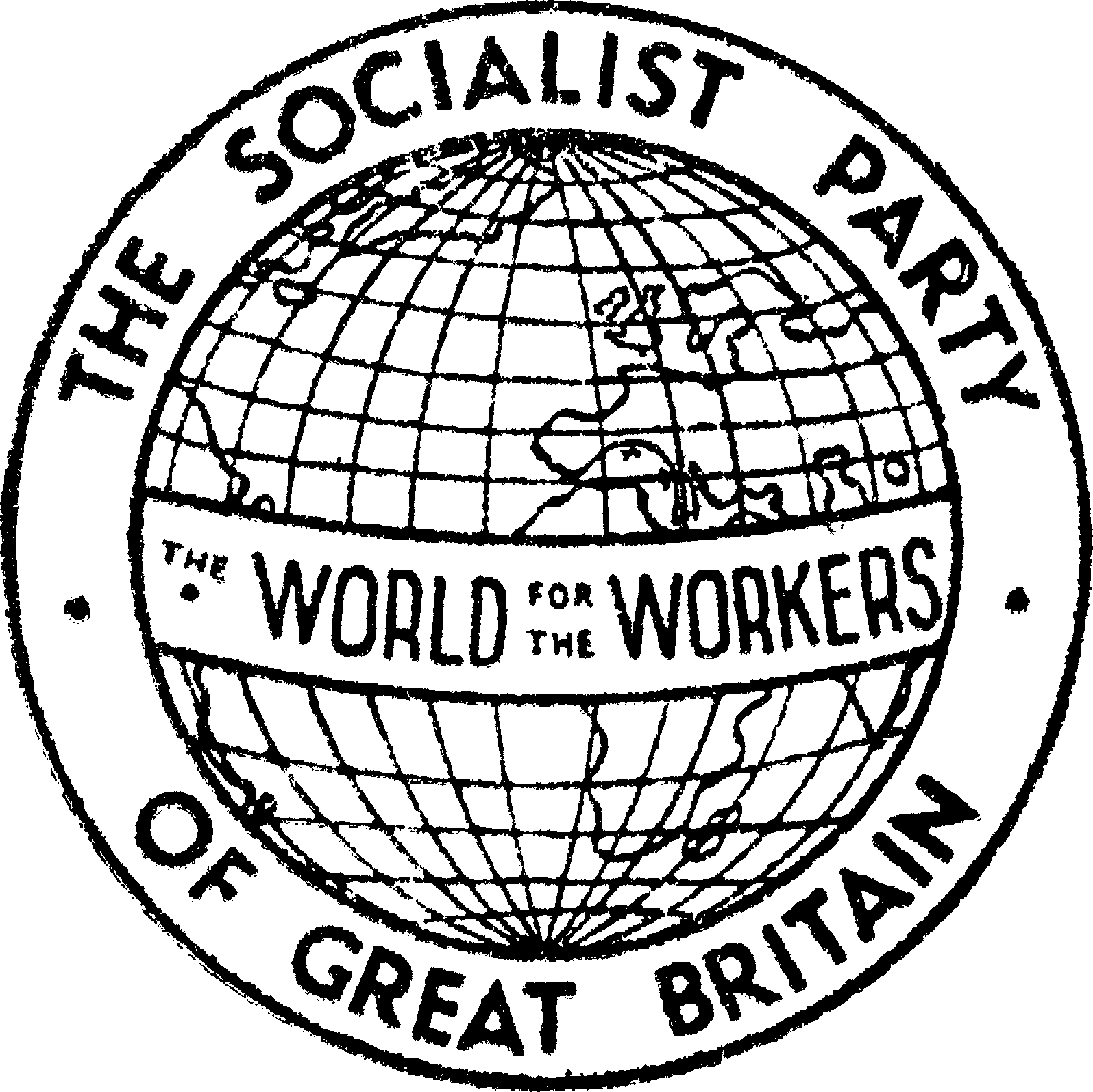
Символ Партии

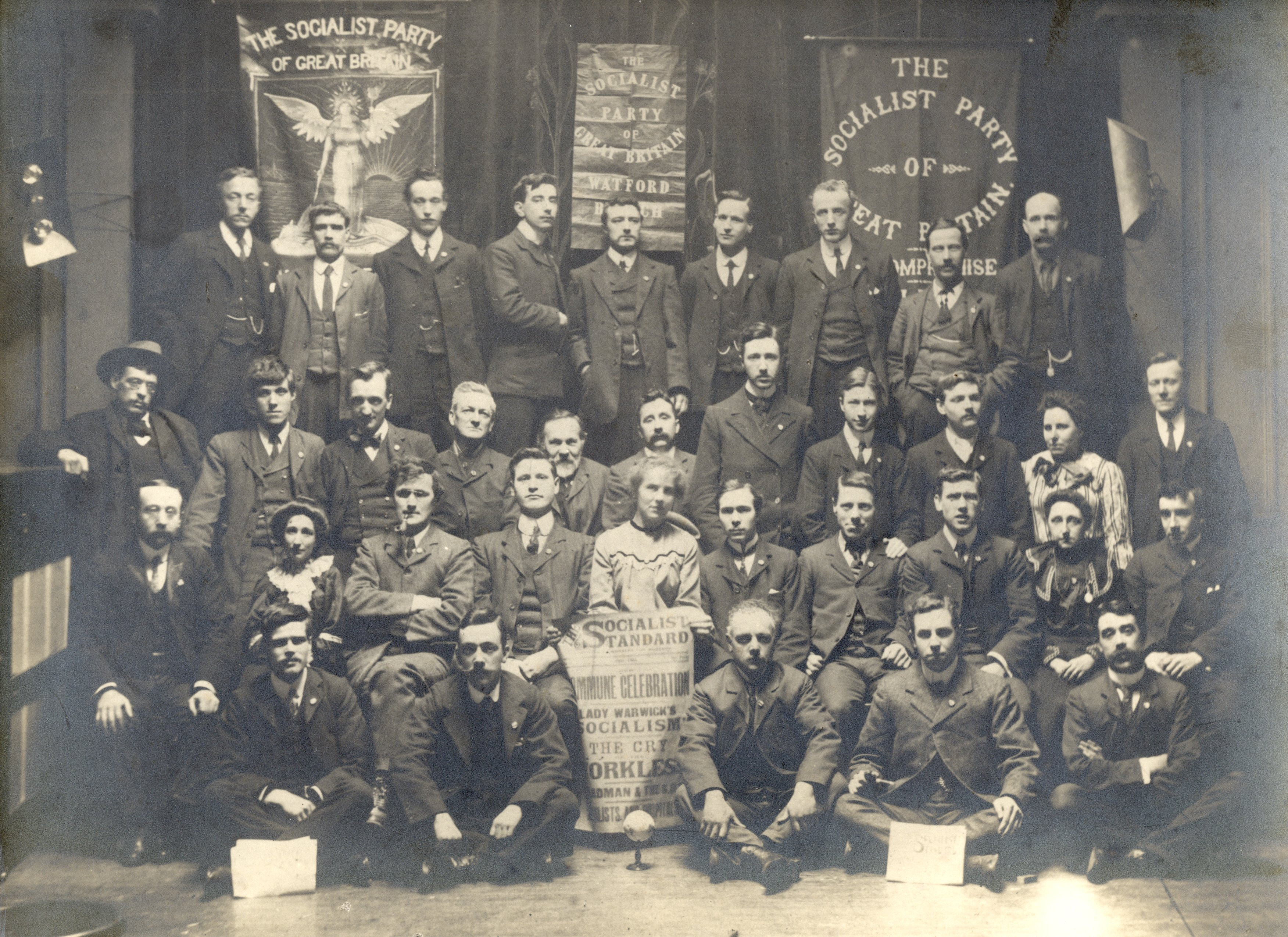
Делегаты партии на съезде в 1905 году

Социалистическая партия Великобритании (англ. Socialist Party of Great Britain, SPGB) — старейшая либертарно-социалистическая партия Великобритании. Партийный журнал издается под названием «Социалистический стандарт».

## История основания
Партия основана в 1904 году основана Джеком Фицджеральдом на учредительном собрании из 142 членов в результате отделения от Социал-демократической федерации (СДФ). Её основатели считали себя частью более широкого течения импоссибилистов, противостоящих руководству Второго Интернационала. С 1904 года партия начала издавать газету, которую запрещали во время Первой мировой войны. Партия также была одним из первых английских издателей книг Карла Каутского. На протяжении своей истории она оставалась небольшой организацией, количество членов которой составляло около 500 человек на 2000 год.

## Программа партии
Представляет собой революционный марксизм, выступающий как против реформизма, так и против ленинизма. Она считает, что страны, заявлявшие о строительстве социализма, на деле установили только «государственный капитализм» — и одной из первых определила таковой классовую природу Советского Союза.

## Участие в выборах
SPGB участвует во всеобщих выборах в Великобритании с 1945 года, но каждый раз выдвигает кандидатов лишь в нескольких округах.